# Aristolochia californica
Espèce
Classification phylogénétique
Aristolochia californica est une espèce de plantes à fleurs de la famille des Aristolochiaceae endémique du nord de la Californie. 